# Абдул Кадир Аль-Рассам
Абдул Кадир Аль-Рассам (англ. Abdul Qadir Al Rassam; 1882-1952) – иракский художник. Реалист. Один из основоположников современной иракской живописи.  Родился в Багдаде. По образованию военный офицер. Изучал военную науку и в Военном колледже в Стамбуле, Турция (тогда столица Османской империи),  где рисование и живопись были частью учебной программы. Испытал влияние европейской академической школы. Вернувшись в Ирак продолжал заниматься живописью. Создал множество пейзажей. Писал также портреты. Выполнял стенные росписи. Для его работ характерна историко-этнографическая точность. Умер в Багдаде. Среди его работ известность получили «На берегах Тигра», «Пейзаж в Шаклаве», «Палатки на берегу реки», «Всадники», «Портрет Мохамеда Даруиша аль-Аллуси» и др. 
Некоторые из его работ находятся в Матхафе: Арабском музее современного искусства.